# Kim Hughes
Kimberley John Hughes (sinh ngày 26 tháng 1 năm 1954) là một cựu tuyển thu cricketer từng chơi cho đội tuyển Western Australi, Natal và  tuyển quốc gia Úc. Ông đã làm đội trưởng Úc trong 28 trận đấu thử nghiệm từ năm 1979 đến 1984 trước khi làm đội trưởng một đội Úc nổi loạn trong một chuyến du lịch tới Nam Phi, một quốc gia vào thời điểm đó bị tẩy chay thể thao chống lại phân biệt chủng tộc.